# پوزه بید هامپسون
پوزه بید هامپسون (نام علمی: Abaera aurofusalis) نام یک گونه از تیره پوزه‌بیدان است.